# Campionato europeo di pallanuoto 1997 (maschile)
La XXIIIª edizione del campionato europeo di pallanuoto si è svolta dal 13 al 22 agosto a Siviglia, in Spagna, per l'ultima volta all'interno del programma dei campionati europei di nuoto.
Le dodici squadre partecipanti sono state divise in due gironi da sei, al termine dei quali le prime quattro di ciascun girone si sono qualificate alla fase ad eliminazione diretta.

Il torneo è stato vinto per l'undicesima volta dall'Ungheria, che aveva riportato l'ultima vittoria 20 anni prima (Jönköping 1977).

## Squadre partecipanti
GRUPPO A
- Bulgaria
- Germania
- Grecia
- Italia
- Jugoslavia
- Russia

GRUPPO B
- Croazia
- Paesi Bassi
- Slovacchia
- Spagna
- Ucraina
- Ungheria

## Fase preliminare

### Gruppo A
|    | Squadra    | Punti | G | V | N | P | GF | GS | DR  |
| -- | ---------- | ----- | - | - | - | - | -- | -- | --- |
| 1. | Russia     | 9     | 5 | 4 | 1 | 0 | 36 | 23 | +13 |
| 2. | Jugoslavia | 9     | 5 | 4 | 1 | 0 | 32 | 20 | +12 |
| 3. | Italia     | 6     | 5 | 3 | 0 | 2 | 38 | 20 | +18 |
| 4. | Grecia     | 3     | 5 | 1 | 1 | 3 | 27 | 30 | +3  |
| 5. | Germania   | 3     | 5 | 1 | 1 | 3 | 34 | 38 | -4  |
| 6. | Bulgaria   | 0     | 5 | 0 | 0 | 5 | 23 | 59 | -36 |

- 13 agosto

| Jugoslavia | 10 – 5 | Germania |
| Russia     | 13 – 4 | Bulgaria |
| Italia     | 7 – 2  | Grecia   |

- 14 agosto

| Jugoslavia | 9 – 4 | Bulgaria |
| Italia     | 8 – 4 | Germania |
| Russia     | 7 – 6 | Grecia   |

- 15 agosto

| Grecia   | 8 – 4 | Bulgaria   |
| Italia   | 3 – 4 | Jugoslavia |
| Germania | 6 – 8 | Russia     |

- 16 agosto

| Jugoslavia | 3 – 3  | Russia   |
| Italia     | 16 – 5 | Bulgaria |
| Grecia     | 6 – 6  | Germania |

- 17 agosto

| Grecia   | 5 – 6  | Jugoslavia |
| Germania | 13 – 6 | Bulgaria   |
| Russia   | 5 – 4  | Italia     |

### Gruppo B
|    | Squadra     | Punti | G | V | N | P | GF | GS | DR  |
| -- | ----------- | ----- | - | - | - | - | -- | -- | --- |
| 1. | Croazia     | 9     | 5 | 4 | 1 | 0 | 40 | 23 | +17 |
| 2. | Ungheria    | 8     | 5 | 3 | 2 | 0 | 52 | 31 | +21 |
| 3. | Spagna      | 7     | 5 | 3 | 1 | 1 | 40 | 25 | +15 |
| 4. | Slovacchia  | 6     | 5 | 3 | 0 | 2 | 28 | 39 | -11 |
| 5. | Paesi Bassi | 2     | 5 | 1 | 0 | 4 | 28 | 39 | -11 |
| 6. | Ucraina     | 0     | 5 | 0 | 0 | 5 | 17 | 48 | -31 |

- 13 agosto

| Slovacchia | 6 – 4  | Paesi Bassi |
| Ungheria   | 13 – 3 | Ucraina     |
| Croazia    | 8 – 7  | Spagna      |

- 14 agosto

| Paesi Bassi | 10 – 4 | Ucraina    |
| Spagna      | 9 – 5  | Slovacchia |
| Croazia     | 7 – 7  | Ungheria   |

- 15 agosto

| Ungheria    | 12 – 6 | Slovacchia |
| Ucraina     | 3 – 7  | Croazia    |
| Paesi Bassi | 3 – 7  | Spagna     |

- 16 agosto

| Croazia    | 9 – 3 | Paesi Bassi |
| Slovacchia | 8 – 5 | Ucraina     |
| Ungheria   | 7 – 7 | Spagna      |

- 17 agosto

| Spagna   | 10 – 2 | Ucraina     |
| Croazia  | 9 – 3  | Slovacchia  |
| Ungheria | 13 – 8 | Paesi Bassi |

## Fase finale

### Tabellone
|  | Quarti di finale | Quarti di finale |          |         | Semifinali                | Semifinali                |  |  | Finale | Finale |
|  |                  |                  |          |         |                           |                           |  |  |        |        |
|  |                  |                  |          |         |                           |                           |  |  |        |        |
|  |                  |                  |          |         |                           |                           |  |  |        |        |
|  | Russia           | 11               |          |         |                           |                           |  |  |        |        |
|  | Russia           | 11               |          |         |                           |                           |  |  |        |        |
|  | Slovacchia       | 6                |          |         |                           |                           |  |  |        |        |
|  | Slovacchia       | 6                | Russia   | 7       |                           |                           |  |  |        |        |
|  |                  |                  | Russia   | 7       |                           |                           |  |  |        |        |
|  |                  | Ungheria         | 10       |         |                           |                           |  |  |        |        |
|  | Ungheria         | Ungheria         | 10       | 8       |                           |                           |  |  |        |        |
|  | Ungheria         |                  |          | 8       |                           |                           |  |  |        |        |
|  | Italia           | 7                |          |         |                           |                           |  |  |        |        |
|  | Italia           | 7                | Ungheria | 3       |                           |                           |  |  |        |        |
|  |                  |                  | Ungheria | 3       |                           |                           |  |  |        |        |
|  |                  | Jugoslavia       | 2        |         |                           |                           |  |  |        |        |
|  | Croazia          | Jugoslavia       | 2        | 5       |                           |                           |  |  |        |        |
|  | Croazia          |                  |          | 5       |                           |                           |  |  |        |        |
|  | Grecia           | 4                |          |         |                           |                           |  |  |        |        |
|  | Grecia           | 4                | Croazia  | 7       | Finale per il terzo posto | Finale per il terzo posto |  |  |        |        |
|  |                  |                  | Croazia  | 7       | Finale per il terzo posto | Finale per il terzo posto |  |  |        |        |
|  |                  | Jugoslavia       | 8        |         |                           |                           |  |  |        |        |
|  | Jugoslavia       | Jugoslavia       | 8        | 10      | Russia                    | 8                         |  |  |        |        |
|  | Jugoslavia       |                  |          | 10      | Russia                    | 8                         |  |  |        |        |
|  | Spagna           | 9                |          | Croazia | 7                         |                           |  |  |        |        |
|  | Spagna           | 9                |          |         | 7                         |                           |  |  |        |        |
|  |                  |                  |          |         |                           |                           |  |  |        |        |
|  |                  |                  |          |         |                           |                           |  |  |        |        |

### Quarti di finale
- 19 agosto

| Russia     | 11 – 6      | Slovacchia |
| Ungheria   | 8 – 7       | Italia     |
| Croazia    | 5 – 4       | Grecia     |
| Jugoslavia | 10 – 9 d2TS | Spagna     |

### Semifinali
- 20 agosto — 5º/8º posto

| Slovacchia | 9 – 12 | Italia |
| Grecia     | 3 – 7  | Spagna |

- 21 agosto — 1º/4º posto

| Russia  | 7 – 10 | Ungheria   |
| Croazia | 7 – 8  | Jugoslavia |

### Finali
- 19 agosto — 11º posto

| Bulgaria | 8 – 10 | Ucraina |

- 19 agosto — 9º posto

| Germania | 7 – 10 | Paesi Bassi |

- 21 agosto — 7º posto

| Slovacchia | 9 – 13 | Grecia |

- 21 agosto — 5º posto

| Italia | 6 – 8 | Spagna |

- 22 agosto — Finale per il Bronzo

| Russia | 8 – 7 | Croazia |

- 22 agosto — Finale per l'Oro

| Ungheria | 3 – 2 | Jugoslavia |

## Classifica Finale
| Pos. | Squadra     |
| ---- | ----------- |
|      | Ungheria    |
|      | Jugoslavia  |
|      | Russia      |
| 4    | Croazia     |
| 5    | Spagna      |
| 6    | Italia      |
| 7    | Grecia      |
| 8    | Slovacchia  |
| 9    | Paesi Bassi |
| 10   | Germania    |
| 11   | Ucraina     |
| 12   | Bulgaria    |